# Nakrekal
Nakrekal es una ciudad censal situada en el distrito de Nalgonda en el estado de Telangana (India). Su población es de 29126 habitantes (2011). Se encuentra a 29 km de Nalgonda y 111 km de Hyderabad, la capital del estado.

## Demografía
Según el censo de 2011 la población de Nakrekal era de 29126 habitantes, de los cuales 14345 eran hombres y 14781 eran mujeres. Nakrekal tiene una tasa media de alfabetización del 80,03%, superior a la media estatal del 67,02%: la alfabetización masculina es del 87,91%, y la alfabetización femenina del 72,42%.